# Black Jesus
Black Jesus ist eine australische Death-Metal-Band aus Melbourne, die 2008 gegründet wurde.

## Geschichte
Die Band wurde im Jahr 2008 von dem Gitarristen und Sänger Adrian Naudi und dem Bassisten Louis Dunstan gegründet. 2012 erschien in Eigenveröffentlichung das Debütalbum Black Jesus Saves. Durch das Live-Album Fucked.....Live, das im selben Jahr erschien, erreichte die Band einen Vertrag bei Grindhead Records, worüber 2013 eine Split-Veröffentlichung mit Dark Horse erschien. Bei demselben Label folgte 2014 das Album Everything Black Everything Dead. Die Band konnte bisher unter anderem international zusammen mit Midnight, Abaddon Incarnate und Entombed auftreten.

## Stil
Laut Brian Giffin in seiner Encyclopedia of Australian Heavy Metal spielt die Band anti-christlich geprägten Death Metal. Gretha Breuer vom Rock Hard befand, dass die Band auf Everything Black Everything Dead durch Crustcore beeinflussten Old-School-Death-Metal spielt. Die Musik sei eingängig, „rumpelig“ und schnell. Jess Pearman von metal-temple.com rezensierte das Album ebenfalls. Hierauf sei Death Metal zu hören, der unter anderem durch Autopsy, Brutal Truth, Entombed und Morbid Angel beeinflusst worden sei. Dabei verarbeite die Band auch Einflüsse aus dem Thrash Metal, Black Metal und Hardcore Punk. Das Schlagzeug sei schnell, während der Bass tief und roh klinge. Auch die Gitarren klängen sehr tief und „schmutzig“. Der in den Songs verwendete gutturale Gesang sei ebenfalls recht tief.

## Diskografie
- 2012: Black Jesus Saves (Album, Eigenveröffentlichung)
- 2012: Fucked.....Live (Live-Album, Eigenveröffentlichung)
- 2013: Dark Horse / Black Jesus (Split mit Dark Horse, Grindhead Records)
- 2014: Everything Black Everything Dead (Album, Grindhead Records)